# سیارک ۳۴۱۱
سیارک ۳۴۱۱ (به انگلیسی: 3411 Debetencourt، نامگذاری:1980LK) سه هزار و چهارصد و یازدهمین سیارک کشف شده‌است که در ۲ ژوئن ۱۹۸۰ کشف شد.
قدر مطلق سیارک برابر ۱۳٫۶۰ است.